# Inés Luisi
Inés Luisi   (Paysandú, segle XIX - 1965) va ser una metgessa-cirurgiana uruguaiana que va ser degana de la Universitat de Dones de Montevideo

## Biografia
Inés era filla de María Teresa Josefina Janicki (filla de polonesos exiliats a França) i d'Ángel Luisi Pisano (italià qui va portar a Amèrica les seves idees maçòniques de llibertat, igualtat i fraternitat). Acabats de casar, van arribar el 1872 a Entre Ríos (Argentina) i el 1878 a Paysandú (Uruguai). El 1887 es van instal·lar a Montevideo.
La família Luisi-Janicki van ser treballadors i educadors que es van desenvolupar en un ambient de resistència i rebel·lia, de pensament molt liberal per l'època. Totes les seves filles van estudiar magisteri i algunes d'elles van seguir carreres universitàries sent de les primeres dones professionals, com Paulina Luisi i Luisa Luisi.
Inés Luisi va néixer a Paysandú en una família que creia en la formació dels seus fills, i així ho va demostrar la formació de cadascun d'ells, especialment les seves quatre filles: Paulina Luisi (la primera metgessa uruguaiana), Luisa Luisi (escriptora i educadora), i Clotilde Luisi (la primera advocada uruguaiana).
Es va graduar a la Facultat de Montevideo el 1917, i va ser docent i després degana a la Universitat per a Dones entre 1923 i 1928.
Va ocupar càrrecs de direcció en diferents divisions en l'Assistència Pública Nacional com a Cap de Clínica Mèdica.
Va ser la primera dona que va integrar un tribunal examinador a la Facultat de Medicina.